# Dielektrophorese

Bei der Dielektrophorese wird ein inhomogenes elektrisches Feld – aus Gleichstrom (DC) und Wechselstrom (AC) – zur Manipulation von Partikeln/Teilchen benutzt. Durch das inhomogene Feld wird in den Partikeln ein Dipolmoment induziert, das sodann in Wechselwirkung mit dem angelegten Feld tritt: die Partikel erfahren eine Kraft und bewegen sich – je nach Feld und Dipolmoment – in Bereiche hoher (positive DEP) oder niedriger (negative DEP) Feldstärke. Die Kraftwirkung ist proportional zum Volumen der Partikel. Somit können Partikel auch in Abhängigkeit von ihrer Größe in einem „Feldkäfig“ eingefangen werden. Verwendung findet Dielektrophorese bei der Sortierung und Detektion von Nanopartikeln, Viren etc.

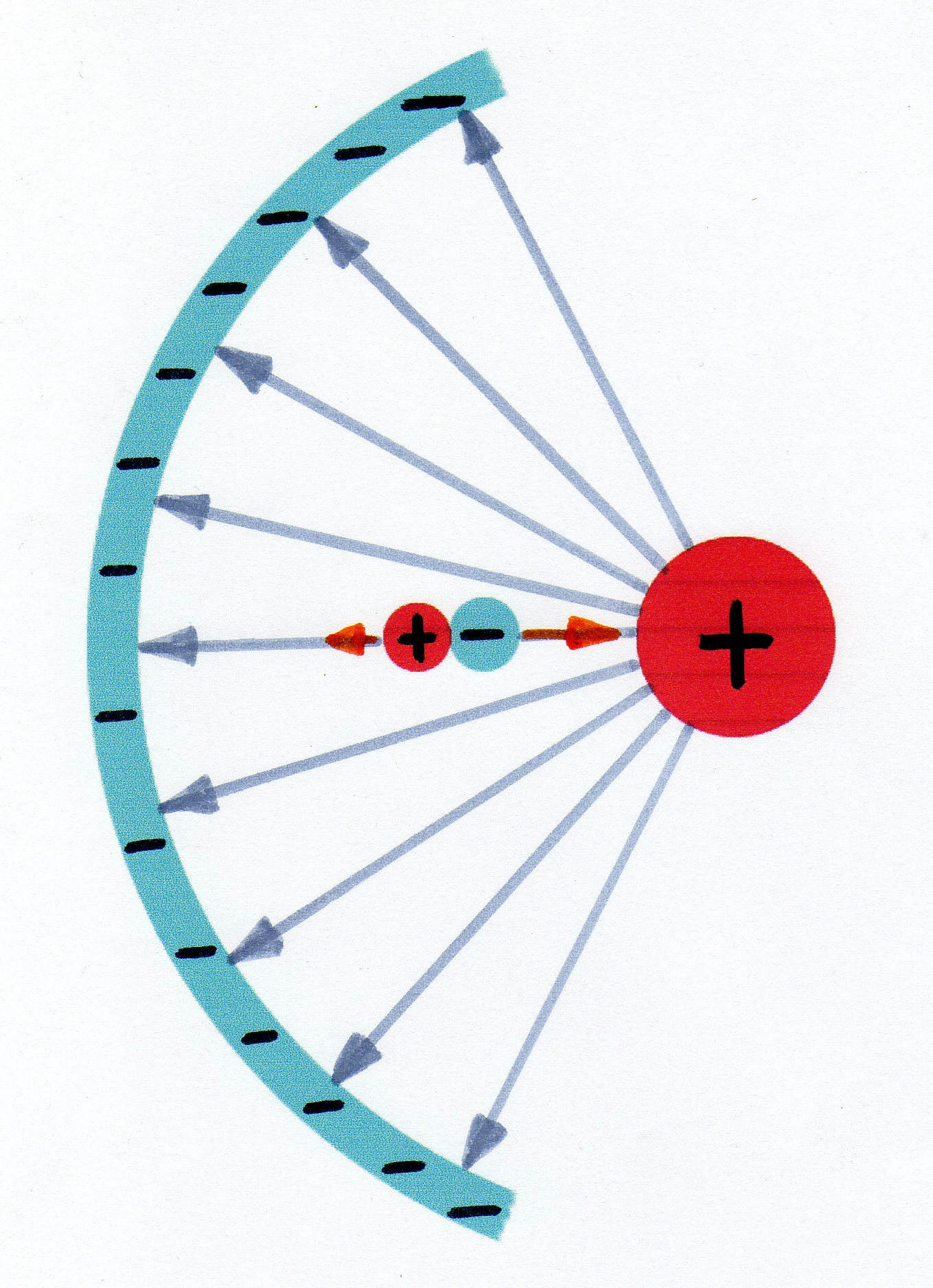
Dipolmolekül bewegt sich im inhomogenen Feld in Richtung höherer Feldstärke

Für einen Zylinder, der parallel zum Feld steht mit Radius {\displaystyle a} und halber Länge {\displaystyle b} mit dielektrischer Konstante {\displaystyle \varepsilon _{p}} in einem Medium mit Konstante {\displaystyle \varepsilon _{m}}, ist die dielektrophoretische Kraft gegeben durch:
{\displaystyle F_{\mathrm {dep} }={\frac {\pi a^{2}b}{3}}\varepsilon _{m}{\textrm {Re}}\left\{{\frac {\varepsilon _{p}^{*}-\varepsilon _{m}^{*}}{\varepsilon _{m}^{*}}}\right\}\nabla \left|{\vec {E}}\right|^{2}}
Eine Anwendung in der Biologie ist z. B., eine Zelle in einem inhomogenen elektrischen Wechselfeld unabhängig von ihrer Oberflächenladung zu bewegen. Für eine polarisierbare Kugel (z. B. eine sphärische Zelle) gilt in guter Näherung folgende Gleichung:
{\displaystyle F_{\mathrm {dep} }=2\pi a^{3}\varepsilon _{0}\varepsilon _{1}{\frac {(\varepsilon _{2}-\varepsilon _{1})}{(\varepsilon _{2}+2\varepsilon _{1})}}\nabla \left|E\right|^{2}}
{\displaystyle \nabla }: Nabla-Operator (Feldinhomogenität zwischen zwei Punkten)
{\displaystyle \varepsilon _{0}}: absolute Dielektrizitätskonstante (8,85 · 10−12 F·m−1)
{\displaystyle \varepsilon _{1}}: relative Dielektrizitätskonstante des Mediums
{\displaystyle \varepsilon _{2}}: relative Dielektrizitätskonstante der Zelle
E: elektrische Feldstärke